# Lambert Ernst
Lambert Ernst (Aubel, 7 oktober 1798 - Leuven, 3 mei 1871) was een Belgisch politicus uit de 19e eeuw. 

## Levensloop
Geboren in Aubel als lid van de aldaar en in Luik gevestigde notabele familie Ernst, studeerde hij, zoals zijn broers Jean-Gérard en Antoine en in het kielzog van hun oudere broer Simon-Pierre aan de École de Droit in Brussel en aan de Universiteit van Luik.
Hij werd substituut van de procureur-generaal bij het hof van beroep in Luik. Van 8 juni 1835 tot 1 februari 1840 was hij ook, als opvolger van de in 1830 door de Belgische Revolutie afgezette Joseph Brandès, de eerste Belgische commissaris van het condominium Neutraal Moresnet. Hij werd in die functie opgevolgd door Mathieu Crémer.